# 委內瑞拉物資短缺
委內瑞拉物資短缺在烏戈·查維茲政府實施价格管制及其它措施後開始發生。在尼古拉斯·马杜罗繼任總統後，物資短缺的問題進一步惡化。食物和許多基本日常用品以至藥物都出現短缺。在食物持續短缺下，委內瑞拉人採摘野果，甚至到垃圾堆找可以吃的東西充饑。
國際特赦組織、聯合國及其它團體曾表示可向委內瑞拉提供援助，但遭到委內瑞拉政府拒絕。
委內瑞拉這一次的物資短缺及其背後的社會主義政策因素，被一些人拿來與中國的三年困难时期和蘇聯的乌克兰大饥荒相提並論。

## 歷史

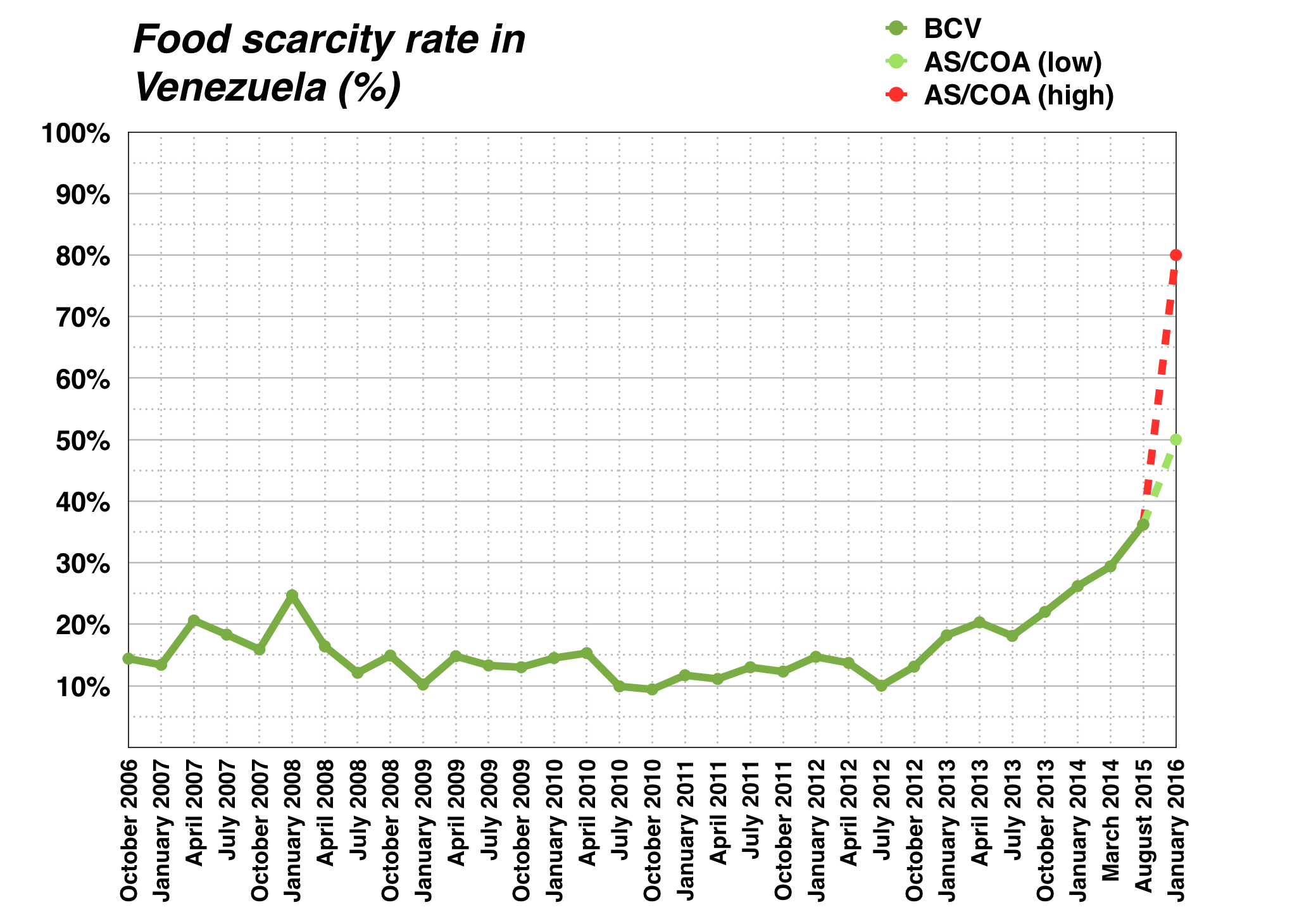
委內瑞拉食物稀有性比率變遷
來源：委內瑞拉中央銀行、Americas Society／Council of the Americas

自從1990年代查維茲政府開始利用石油收益進口食物以後，委內瑞拉的食物產量持續下降。2003年，政府設立外匯管制機構CADIVI（即後來的「國家外貿中心」），負責處理外匯交易程序，並向個人實施外匯限制，以控制資本外逃。許多經濟學家和其它專家認為由此開始的外匯管制是造成後來物資短缺的重要因素。但是委內瑞拉政府卻把物資短缺歸咎於其他人，例如美國中央情報局和走私者，並認為是向委內瑞拉進行「經濟戰爭」。
在查維茲任內，委內瑞拉已因為高通脹和政府在財政上的低效率而經歷間歇性的物資短缺。2005年，查維茲宣佈在委內瑞拉推行自己版本的「大跃进」，造成物資短缺加劇。在2008年1月，據報已有24.7%的貨品在委內瑞拉買不到，直至2008年5月仍有16.3%的貨品存在短缺。2012年1月物資短缺現象又再加劇，幾乎回到2008年的水平。短缺率繼續上升，到2014年2月達到28%的新高。此後委內瑞拉停止報告物資短缺數字。2015年1月，委內瑞拉人將空無一物的貨架相片上傳至Twitter，並將其標籤作「委內瑞拉貨架空空如也」（AnaquelesVaciosEnVenezuela），在兩日間已成為該國社交媒體的熱門話題。

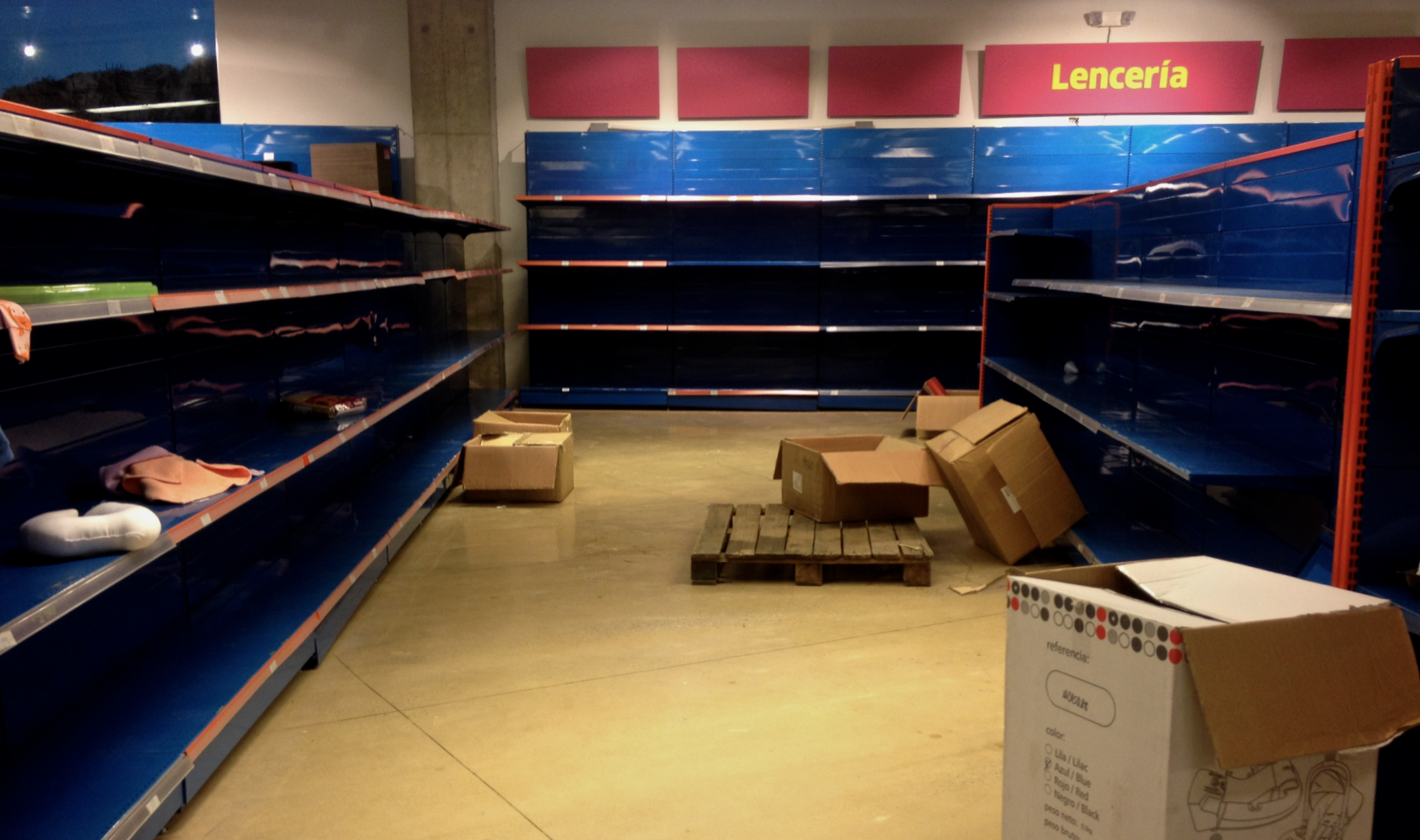
2013年一間空空如也的委內瑞拉商店

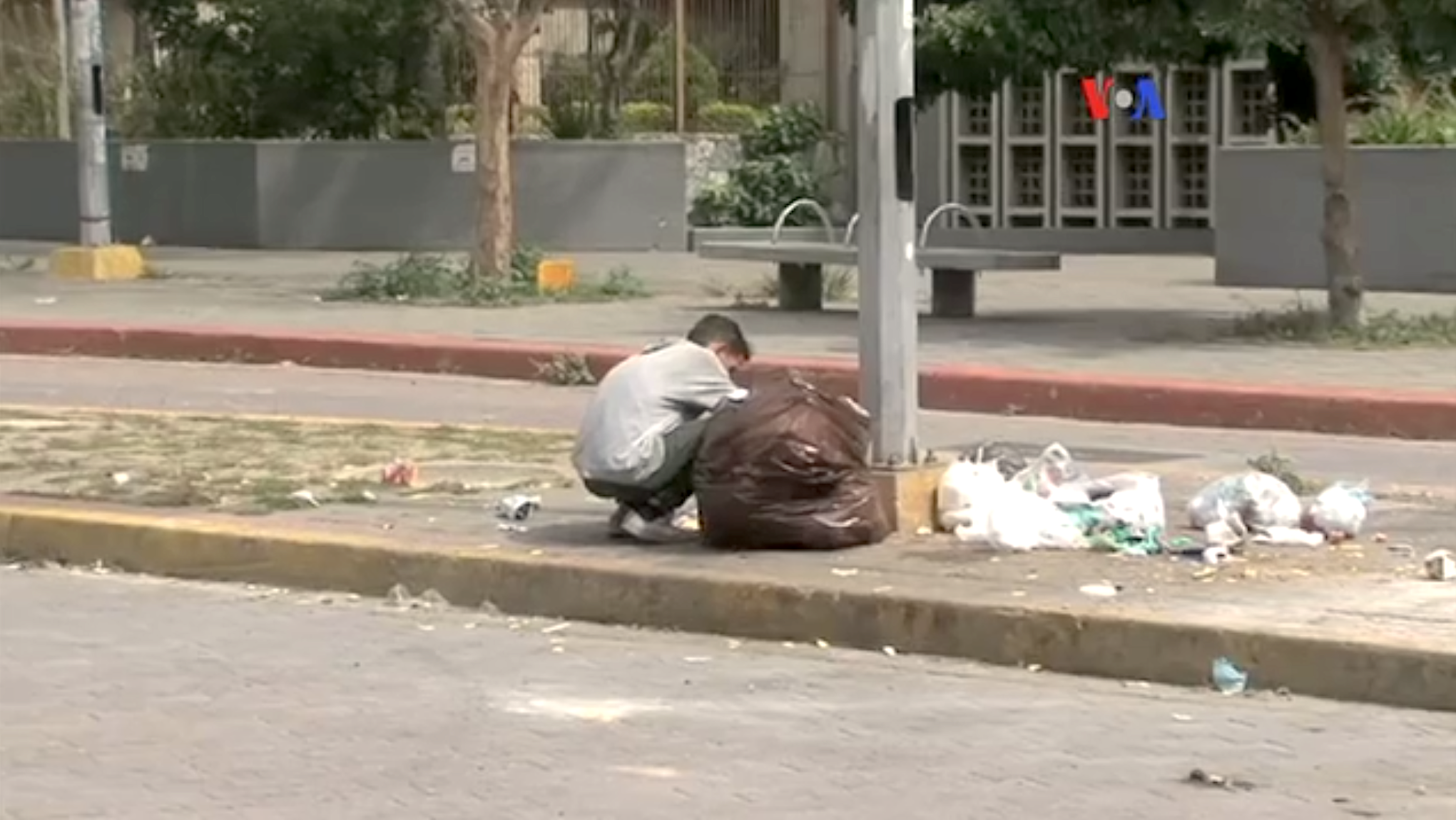
因糧食短缺，有委內瑞拉人以垃圾為果腹。

卡貝略港是委內瑞拉主要的港口。2015年8月，美國私營情報收集機構Stratfor通過兩張該港口的衛星照片顯示出委國面臨嚴重的物資短缺。在2012年2月，照片顯示卡貝略港的碼頭擺滿貨櫃。然而，在2015年6月，碼頭的貨櫃寥寥可數。此後，隨著石油價格下跌，委內瑞拉政府無法再進口商品，統計數字亦指在2015年年底，該國缺乏逾75%的貨品。
2016年5月，總統馬杜羅鼓勵國民通過耕種自行取得糧食，引起觀察家擔心委內瑞拉將出現饑荒。事實上，在同年1月已有統計指該國的糧食短缺率為50至80%，由反對派控制的全國代表大會在同年2月宣佈國家已陷入糧食危機之中。為取得食物，2016年7月6日約500名委內瑞拉婦女試圖越過封鎖的國界，進入鄰國哥倫比亞購買食品。4天後，哥倫比亞宣佈暫時開放邊界半天讓委國人民到來購買所須物資，最終吸引近3萬5千名委國人入境。為使更多人受惠，哥倫比亞再於7月16至17日期間解封邊境，讓12萬名委內瑞拉人採購糧食。儘管哥倫比亞開放國界，但委內瑞拉仍有不少人未能購買食物。在幾乎同一時間，美聯社就發現在首都卡拉卡斯有人為免餓死而在垃圾堆中尋找食物。
到2017年初，神父開始勸告信徒把垃圾和棄置的食物分開處理，讓有需要的人可「有尊嚴的」尋找食物。2017年3月，擁有世界上最大石油蘊藏量的委內瑞拉在部分地區開始出現汽油短缺。委國政府一直否認國內存在「人道主義危機」，表示不過是「食物供應有所減少」 。在美國於2017年因為制憲大會爭議而實施制裁後，馬杜羅政府開始指責美國造成物資短缺，並推出「兔子計劃」，鼓勵國民養兔作為肉食。

## 成因

### 政府政策

#### 開支過多及倚賴進口
查維茲政府高度倚賴石油收益進口大量物品以支持其推行的政策。但是當局的價格管制以及「處理不當」的沒收措施卻引致生產萎縮，這些措施大多在其後的馬杜羅政府繼續實行，直至無法維持為止。自從石油利潤於2014年開始下跌後，馬杜羅開始限制必需品的進口，引致物資短缺加劇。查維茲時代的過度開支也為馬杜羅政府留下巨額債務，外匯儲備也因為被用於償還債項以免觸發違約而不能用於進口貨品。早已因政府政策而受損的本地生產未有能力填補必需品進口減少所形成的缺口。
按照經濟學家安祖·阿揚（Ángel Alayón）的說法，「委內瑞拉政府對國內的食物分配實施直接管控」，所有食物的輸送，包括私營公司之間，都受到政府管控。不過阿揚認為問題不在於分配，而是在於生產，因為「沒有東西生產就沒有東西可以分配」。委國政府推行的沒收引致國內生產下跌。米格爾·安祖·桑托斯（Miguel Angel Santos）認為2004年以來的沒收私人生產業務「破壞了生產」。與此同時一股「建基於進口的消費浪潮」在獲得大量油元的委內瑞拉發生。隨着油價於2014年開始下跌，委內瑞拉政府再也無力為全數人民進口所需貨品。

#### 外匯及價格管制

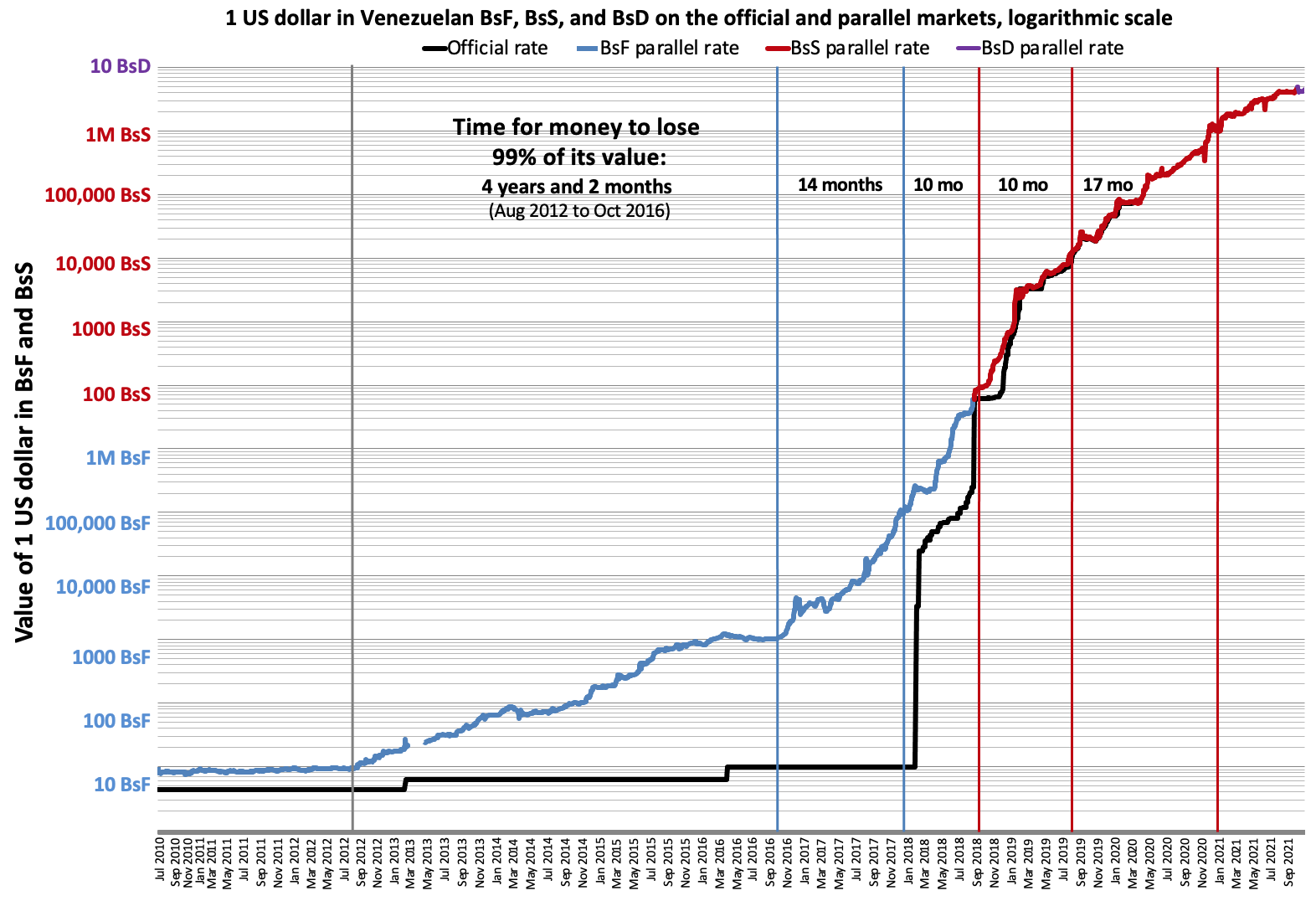
1美元兌換委內瑞拉玻利瓦爾（VEF）的黑市價變遷，據DolarToday.com。藍色直線代表每次玻利瓦爾兌美元貶值達到9成的時刻。

在查維茲執政的最初數年，推出了耗費巨大的新的社會計劃以實現他期望的變革。2003年2月5日，政府設立外匯管制機構CADIVI處理外匯交易程序，為個人可兌換的外匯數額設限。查維茲政府的農業政策也造成本地食物生產減少及進口食物急升。倚賴進口的委內瑞拉隨着政府財政吃緊，無力進口足夠貨品後，物資短缺隨之而起。
在外匯管制下，倚賴進口的委國商人需要外匯支付進口貨品，造就貨幣黑市出現。委國為了應付社會計劃開銷而大量印鈔，造成玻利瓦爾持續貶值。由於可從政府兌換的外匯數額有上限，商人只好找黑市解決，因此而增加的成本則最終由消費者承受。另一方面政府經常強迫商家下調物價，造成商人無利可圖，以至無力進口或生產委國倚賴的貨品，進一步加劇物資短缺。

#### 腐敗問題
在2016年6月發生因物資短缺而起的大規模搶掠後，馬杜羅於7月12日授予國防部長帕狄尼諾（Vladimir Padrino López）監督產品運輸、價格管制和玻利瓦爾任務的權力，以及國內5個主要港口的軍事指揮權。馬杜羅此舉使帕狄尼諾成為國內最有權勢的人物之一，甚至可能是「委內瑞拉政治上第二最有權勢的人」。
美聯社在2016年12月發表的調查發現「軍方不是在對抗饑餓，而是從中牟利」。軍方的售賣者以囤積居奇製造短缺，造成貨品成本上升。裝載進口貨物的船隻通常需要向港口的軍方人員付錢才不會受到拖延。一位匿名商人表示他與政府的合約所訂價格嚴重高出市場平均價，兩者之間的差額則最終落入軍方人員的口袋，只有這樣做才可以辦妥進口。
據退休將領安東尼奧·里韋羅（Antonio Rivero）的說法，馬杜羅「給予軍方絕對控制權」，使他們不會有叛變的念頭，並容許他們找辦法養活自己家人。軍方也利用外匯管制牌照以較一般人為低的兌換率取得外匯，並與友好商人共享那些牌照，讓他們以較廉成本的外匯進口貨品，並從中取利。
2017年1月，有美國國會議員根據美聯社的調查提議向腐敗的委內瑞拉官員實施針對性制裁。馬利蘭州參議員班·卡定表示：「當軍方在委內瑞拉人民進一步捱餓時仍在食物分配中牟利，腐敗已到了一個不能置諸不理的新的墮落程度。」參議員馬可·魯比奧認為「這應是川普總統在公務上的優先行動之一」。

### 走私
馬杜羅總統在接受《衛報》訪問時表示短缺的獲補貼基本貨品有相當數量被走私到哥伦比亚，以高得多的價格轉售。委內瑞拉政府宣稱它在本國市場提供補貼的基本商品有多達40%被走私到鄰國轉售。不過經濟學家不同意委國政府的說法，認為僅有10%的獲補貼產品被走私出境。嚴格的外匯管制也使得走私貨物到鄰國賺取外匯再在黑市兌換成本國貨幣更為有利可圖。
自從馬杜羅授權軍方管控委國的食物基建後，有軍方人員向哥倫比亞出售走私貨。曾有一名玻利瓦爾國民衛隊中尉因為私藏3噸麵粉被捕，但這大概只是軍隊中更具規模的歛財行為的冰山一角。

### 食物消費
2013年有委內瑞拉官員表示國內的所有物資短缺是源於國民吃得太多，以一項全國性調查指「95%的人每天吃三餐或更多」。但是該國官方統計部門提供的數據顯示該國人民在2013年的食物消費實際上是減少了。到2016年3月，87%的委國人民據報由於物資短缺而購買更少食物。